# Lenny Kaye
Lenny Kaye (Manhattan, 27 dicembre 1946) è un chitarrista, produttore discografico e scrittore statunitense.

## Biografia
Nato a Manhattan, ma si trasferì presto nel New Jersey. Negli anni alla Rutgers University formò un suo gruppo (Vandals), pubblicò alcuni racconti di fantascienza sulla fanzine da lui creata (Obelisk), scrisse recensioni musicali per riviste di settore, si laureò infine nel 1968.
Iniziò nel 1971 a collaborare con Patti Smith accompagnandola nella lettura delle sue poesie ed in seguito sarà presente come chitarrista in tutti i dischi degli anni settanta della cantante.
Nel 1972 venne incaricato dalla Elektra Records della produzione della compilation rock Nuggets sulle cui note di copertina usò, tra i primi, il termine punk rock per definire alcuni gruppi presenti.
Pubblicò un album I've Got A Right a nome Lenny Kaye Connection nel 1984. Produsse i 2 primi album di Suzanne Vega e dell'esordio di Kristin Hersh delle Throwing Muses.
Ha collaborato per la pubblicazione del libro "Waylon: An Autobiography" con Waylon Jennings, mentre per la pubblicazione di "Rock 86", si segnala la collaborazione con David Dalton.
Ha avuto 3 nomination per il Grammy Award categoria note di copertina su box-set.

## Discografia
1984 - I've Got a Right